# Falkenbergs Roddklubb
Falkenbergs roddklubb är en idrottsförening som är inriktad på tävlingsrodd och bildades 1931. Klubbhuset ligger invid Ätran i Falkenberg där även största delen av träningsverksamheten bedrivs.
Bland klubbens idrottsligt meriterade medlemmar märks Frida Svensson och Hans Svensson.